# Franco Colapinto
Franco Alejandro Colapinto (Buenos Aires, 2003. május 27. –) argentín-olasz autóversenyző, aki az Alpine színeiben versenyez a Formula–1 világbajnokságban.
Korábban a 2019-es spanyol F4 győztese. A Williams F1-es akadémia tagja. A 2024-es Olasz Nagydíjtól a Williams F1-es pilótája lett.

## Pályafutása

### Gokart
Colapinto 9 évesen kezdett el gokartozni. 2016-ban és 2018-ban is megnyerte az argentin bajnokságot, valamint győzelmet szerzett a 2018-as Ifjúsági Olimpián.

### Formula–4
2018-ban debütált a formula autók világában, a spanyol F4 utolsó versenyhétvégéjén, a Drivex School csapat pilótájaként. A 2019-es szezonra leszerződött a FARacing by Drivex csapathoz. Ebben a szezonban lett bajnok, többek között megnyerve az utolsó hétvége mindhárom futamát. A szezont 11 győzelemmel, 13 dobogóval és 14 pole-pozicíóval zárta.

### Euroformula Open
A 2019 szezonban a Drivex csapatnál vendégpilótaként vett részt a spa-francorchampsi hétvégén.

### Formula Renault Európa-kupa
A Drivex szintén helyet biztosított Colapintónak a 2019-es szezonban megrendezésre került spai és catalunyai hétvégén. 2020 júliusában csatlakozott a szériához a teljes szezonra, a holland MP Motorsport pilótájaként.

### Toyota Racing Series
2020 januárjában jelentették be, hogy a szezonban a Kiwi Motorsport pilótája lesz. A Hampton Downsban rendezett futamot megnyerte, ezen kívül 7 dobogót ért el, ezzel 3. helyen zárta a bajnokságot, a legjobb újoncként.

### Formula–3
2020 októberében az MP Motorsporttal teljesítette a catalunyai szezonvégi tesztet. A következő évben ismét teljesítette a tesztet, immáron a valenciai pályán. A 2022-es szezonra viszont az újonc Van Amersfoort Racing csapatához csatlakozott a szezonra, csapattársai a mexikói Rafael Villagómez és a brit Reece Ushijima lettek. Az első futamon egyből pole-pozicíóval kezdett.

### Ázsiai Le Mans Series
2021 februárjában csatlakozott a G-Drive Racing #25 csapathoz a 2021-es szezonra. 4 futamon 3-szor állt dobogón, a 3. helyen zárta a szezont csapattársaival Rui Andradéval és John Falbbal.

### Formula-1
2023 januárjában csatlakozott a Williams akadémiájához. A 2023-as szezont követő év végi teszten ülhetett először F1-es autóba.
A 2024-es brit nagydíjon hivatalos versenyhétvégén is versenyautóba ülhetett a pénteki első szabadedzésen.
2024. augusztus 27-én a Williams bejelentette, hogy azonnali hatállyal meneszti a gyenge teljesítményt nyújtó Logan Sargeantet, az idény hátralevő részére pedig Colapinto veszi át a helyét. Colapinto az első argentin 2001 (Gastón Mazzacane) óta, aki versenyüléshez jutott a királykategóriában. A szezonban 19. lett 5 ponttal.
2025-re az Alpine tartalékpilótája lett. A miami nagydíj után Jack Doohant elbocsátották, ezért Colapintónak kellett beszállnia öt versenyre helyette. A kanadai nagydíjon legyőzte csapattársát, Gasly-t. Az osztrák nagydíj előtt (ami az ötödik verseny volt az szerződésben) megerősítették, hogy maradhat az Alpine-nál.

## Eredményei

### Karrier összefoglaló
| Szezon | Bajnokság                                          | Csapat                     | Verseny | Győzelem | Pole | Leggyorsabb kör | Dobogós helyezés | Pont  | Helyezés |
| ------ | -------------------------------------------------- | -------------------------- | ------- | -------- | ---- | --------------- | ---------------- | ----- | -------- |
| 2018   | Spanyol Formula–4                                  | Drivex School              | 4       | 1        | 2    | 0               | 2                | 49    | 9.       |
| 2019   | Spanyol Formula–4                                  | Drivex School              | 21      | 11       | 10   | 10              | 13               | 325   | 1.       |
| 2019   | Euroformula Open-bajnokság                         | Drivex School              | 2       | 0        | 0    | 0               | 0                | 0     | 27.      |
| 2019   | Formula Renault Európa-kupa                        | FA Racing by Drivex        | 4       | 0        | 0    | 0               | 0                | 0     | NC†      |
| 2020   | Formula Renault Európa-kupa                        | MP Motorsport              | 20      | 2        | 0    | 2               | 9                | 213.5 | 3.       |
| 2020   | Toyota Racing Series                               | Kiwi Motorsport            | 15      | 1        | 1    | 2               | 8                | 315   | 3.       |
| 2021   | Formula Regionális Európa-bajnokság                | MP Motorsport              | 16      | 2        | 3    | 4               | 4                | 140   | 6.       |
| 2021   | Ázsiai Le Mans-széria                              | G-Drive Racing             | 4       | 0        | 3    | 3               | 3                | 66    | 3.       |
| 2021   | Európai Le Mans-széria                             | G-Drive Racing             | 6       | 1        | 3    | 2               | 2                | 74    | 4.       |
| 2021   | FIA World Endurance bajnokság- LMP2                | G-Drive Racing             | 2       | 0        | 0    | 0               | 0                | 0     | NC†      |
| 2021   | Le Mans-i 24 órás autóverseny                      | G-Drive Racing             | 1       | 0        | 0    | 0               | 0                | N/A   | 7.       |
| 2021   | GT World Challenge Európai Endurance Kupa - Silver | ROFGO Racing with Team WRT | 1       | 0        | 0    | 0               | 0                | 11    | 27.      |
| 2022   | Formula–3                                          | Van Amersfoort Racing      | 18      | 2        | 1    | 0               | 5                | 76    | 9.       |
| 2023   | Formula–3                                          | MP Motorsport              | 18      | 2        | 0    | 0               | 5                | 110   | 4.       |
| 2023   | Formula–2                                          | MP Motorsport              | 2       | 0        | 0    | 0               | 0                | 0     | 25.      |
| 2024   | Formula–2                                          | MP Motorsport              | 20      | 1        | 0    | 3               | 3                | 96    | 9.       |
| 2024   | Formula–1                                          | Williams                   | 9       | 0        | 0    | 0               | 0                | 5     | 19.      |
| 2025   | Formula–1                                          | Alpine                     | 5       | 0        | 0    | 0               | 0                | 0     | 20*      |

† Mivel Colapinto csak vendégpilóta volt, így nem szerezhetett pontot.
* Szezon folyamatban.

### Teljes Formula Regionális Európa-bajnokság eredménysorozata
(Táblázat értelmezése)

(Félkövér: pole-pozícióból indult; dőlt: leggyorsabb kört futott) 

| Év   | Csapat        | 1        | 2        | 3         | 4        | 5        | 6         | 7        | 8        | 9       | 10    | 11       | 12      | 13    | 14      | 15    | 16    | 17       | 19      | 19      | 20      | Helyezés | Pont |
| ---- | ------------- | -------- | -------- | --------- | -------- | -------- | --------- | -------- | -------- | ------- | ----- | -------- | ------- | ----- | ------- | ----- | ----- | -------- | ------- | ------- | ------- | -------- | ---- |
| 2021 | MP Motorsport | IMO 1 Vi | IMO 2 Vi | CAT 1 28† | CAT 2 Ki | MCO 1 Vi | MCO 2' Vi | LEC 1 12 | LEC 2 12 | ZAN 1 5 | ZAN 2 | SPA 1 Ki | SPA 2 6 | RBR 1 | RBR 2 4 | VAL 1 | VAL 2 | MUG 1 Ki | MUG 2 3 | MNZ 1 7 | MNZ 2 6 | 6.       | 140  |

† A versenyt nem fejezte be, de helyezését értékelték, mert a versenytáv több, mint 90%-át teljesítette.

### Teljes FIA Formula–3-as eredménysorozata
(Táblázat értelmezése)

(Félkövér: pole-pozícióból indult; dőlt: leggyorsabb kört futott) 

| Év   | Csapat                | 1          | 2          | 3           | 4          | 5          | 6         | 7          | 8          | 9          | 10        | 11        | 12         | 13         | 14         | 15         | 16         | 17        | 18         | Helyezés | pont |
| ---- | --------------------- | ---------- | ---------- | ----------- | ---------- | ---------- | --------- | ---------- | ---------- | ---------- | --------- | --------- | ---------- | ---------- | ---------- | ---------- | ---------- | --------- | ---------- | -------- | ---- |
| 2022 | Van Amersfoort Racing | BHR SPR 25 | BHR FEA 5  | IMO SPR 1   | IMO FEA 22 | ESP SPR Ki | ESP FEA 8 | GBR SPR 13 | GBR FEA Ki | AUT SPR 3  | AUT FEA 6 | HUN SPR 2 | HUN FEA 15 | BEL SPR 15 | BEL FEA 12 | NED SPR 13 | NED FEA 3  | ITA SPR 1 | ITA FEA 15 | 9.       | 76   |
| 2023 | MP Motorsport         | BHR SPR 2  | BHR FEA 10 | AUS FEA Kiz | AUS FEA Ki | MON SPR 4  | MON FEA 6 | ESP SPR 6  | ESP FEA 2  | AUT SPR 13 | AUT FEA 4 | GBR SPR 1 | GBR FEA 8  | HUN SPR 7  | HUN FEA 3  | BEL SPR 5  | BEL FEA 10 | ITA SPR 1 | ITA FEA Ki | 4.       | 110  |

### Teljes FIA Formula–2-es eredménysorozata
(Táblázat értelmezése)

(Félkövér: pole-pozícióból indult; dőlt: leggyorsabb kört futott) 

| Év   | Csapat        | 1          | 2         | 3          | 4          | 5         | 6           | 7         | 8         | 9         | 10         | 11         | 12        | 13         | 14        | 15        | 16        | 17        | 18         | 19        | 20         | 21      | 22      | 23      | 24      | 25         | 26         | 27      | 28      | Helyezés | Pont |
| ---- | ------------- | ---------- | --------- | ---------- | ---------- | --------- | ----------- | --------- | --------- | --------- | ---------- | ---------- | --------- | ---------- | --------- | --------- | --------- | --------- | ---------- | --------- | ---------- | ------- | ------- | ------- | ------- | ---------- | ---------- | ------- | ------- | -------- | ---- |
| 2023 | MP Motorsport | BHR SPR    | BHR FEA   | KSA SPR    | KSA FEA    | AUS SPR   | AUS FEA     | AZE SPR   | AZE FEA   | MON SPR   | MON FEA    | ESP SPR    | ESP FEA   | AUT SPR    | AUT FEA   | GBR SPR   | GBR FEA   | HUN SPR   | HUN FEA    | BEL SPR   | BEL FEA    | NED SPR | NED FEA | ITA SPR | ITA FEA | UAE SPR 19 | UAE FEA Ki |         |         | 25.      | 0    |
| 2024 | MP Motorsport | BHR SPR 18 | BHR FEA 6 | KSA SPR 11 | KSA FEA Ki | AUS SPR 4 | AUS FEA Kiz | IMO SPR 1 | IMO FEA 5 | MON SPR 5 | MON FEA 13 | ESP SPR 18 | ESP FEA 2 | AUT SPR 11 | AUT FEA 2 | GBR SPR 5 | GBR FEA 4 | HUN SPR 5 | HUN FEA 13 | BEL SPR 8 | BEL FEA Ki | ITA SPR | ITA FEA | AZE SPR | AZE FEA | QAT SPR    | QAT FEA    | UAE SPR | UAE FEA | 7.*      | 96*  |

* Szezon folyamatban.
† A versenyt nem fejezte be, de helyezését értékelték, mert a versenytáv több, mint 90%-át teljesítette.

### Teljes Formula–1-es eredménysorozata
(Táblázat értelmezése)

(Félkövér: pole-pozícióból indult; dőlt: leggyorsabb kört futott) 

| Év   | Csapat   | 1   | 2   | 3   | 4   | 5   | 6   | 7      | 8      | 9      | 10     | 11     | 12     | 13     | 14  | 15  | 16     | 17    | 18     | 19     | 20     | 21     | 22     | 23     | 24     | Helyezés | Pont |
| ---- | -------- | --- | --- | --- | --- | --- | --- | ------ | ------ | ------ | ------ | ------ | ------ | ------ | --- | --- | ------ | ----- | ------ | ------ | ------ | ------ | ------ | ------ | ------ | -------- | ---- |
| 2024 | Williams | BHR | SAU | AUS | JPN | CHN | MIA | EMI    | MON    | CAN    | ESP    | AUT    | GBR Tp | HUN    | BEL | NED | ITA 12 | AZE 8 | SIN 11 | USA 10 | MEX 12 | BRA Ki | USA 14 | QAT Ki | UAE Ki | 19.      | 5    |
| 2025 | Alpine   | AUS | CHN | JPN | BHR | SAU | MIA | EMI 16 | MON 13 | ESP 15 | CAN 13 | AUT 15 | GBR Ni | BEL 19 | HUN | NED | ITA    | AZE   | SIN    | USA    | MEX    | BRA    | LVS    | QAT    | UAE    | 20.*     | 0*   |

* A szezon jelenleg is zajlik.